# Olla de San Antón

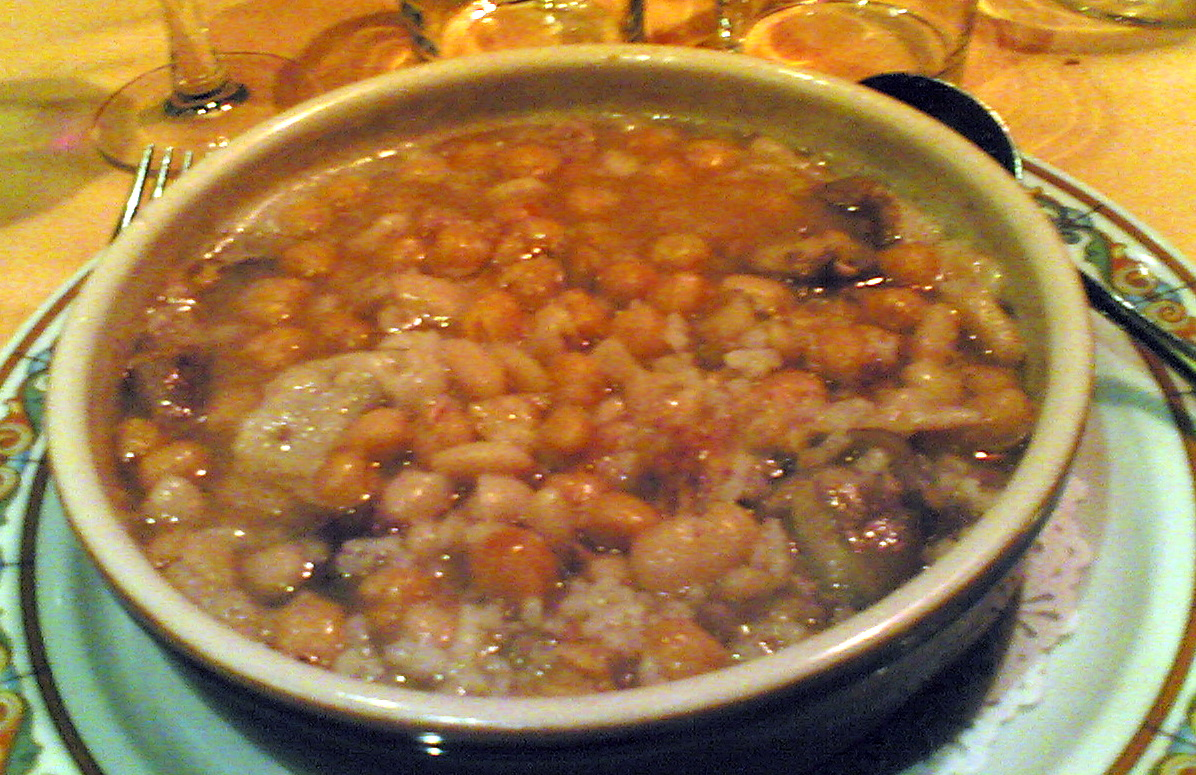
Olla de San Antón.

La olla de San Antón (denominada también Sanantonada) es un cocido típico de algunas zonas de las regiones españolas de Murcia y Andalucía Oriental, como Noalejo (Jaén) y sobre todo en la provincia de Granada, Emplea en su realización tanto habas secas como judías (ambas se ponen a remojo en la noche anterior a su realización). En la parte final de la cocción se añaden como ingredientes el arroz y la morcilla. La abundancia de elementos cárnicos del cerdo propicia que se invoque a San Antón en su nombre.

## Características
Se trata de un cocido que emplea diversas partes del cerdo en su elaboración. La denominación proviene de la celebración de la matanza del cerdo que se realiza cerca de la festividad de San Antón (el 17 de enero). Entre las viandas empleadas en su elaboración se encuentra la oreja, el espinazo, la careta, magro del jamón, rabo, etcétera. Las legumbres empleadas suelen ser una mezcla de habas y judías.